# Leszek Lubicz-Nycz

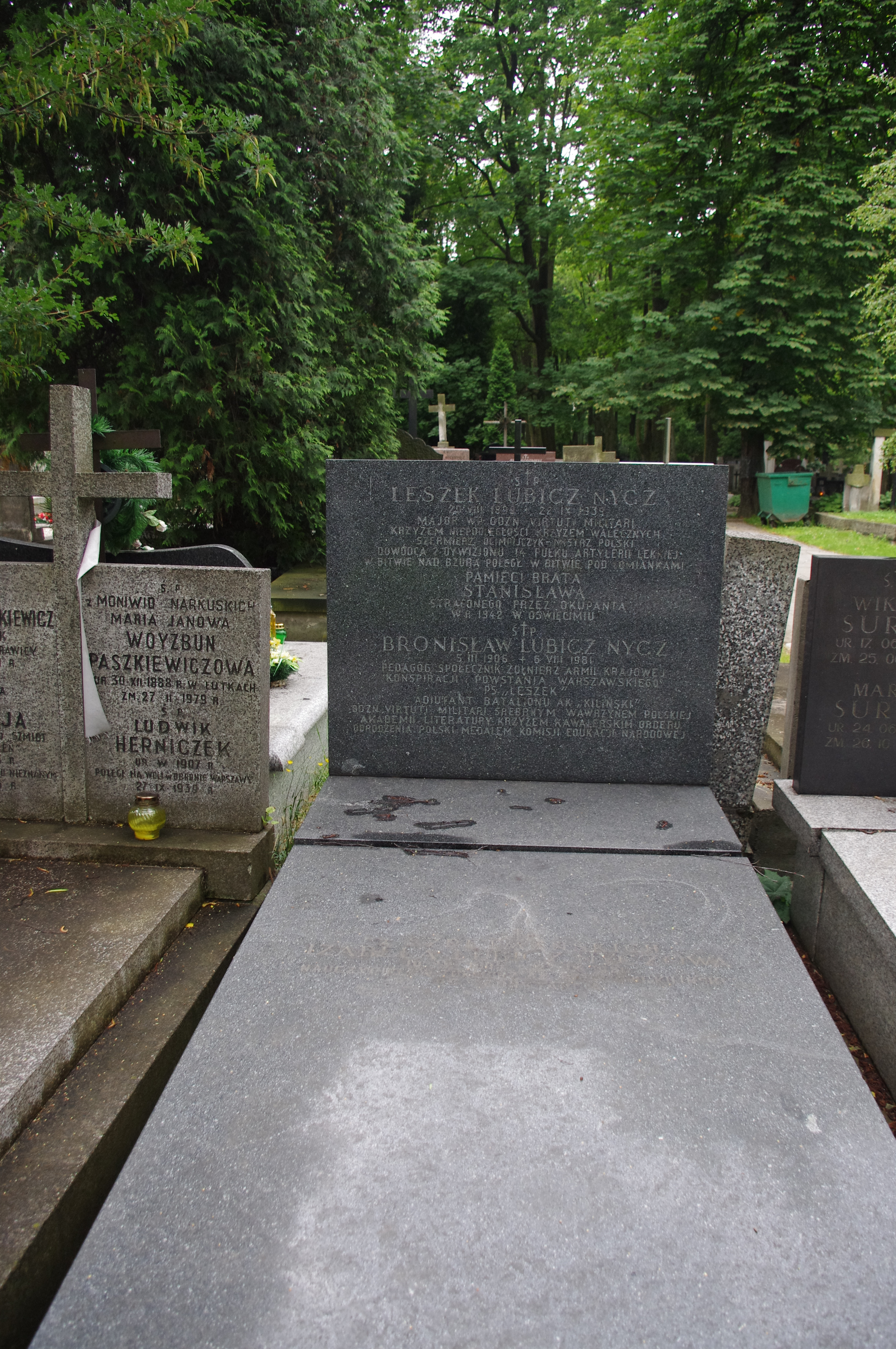
Grab von Leszek Lubicz-Nycz auf dem Powązki-Friedhof in Warschau

Leszek Władysław Lubicz-Nycz (* 20. August 1899 in Brzesko; † 22. September 1939 in Buraków) war ein polnischer Säbelfechter und Offizier.
Leszek Lubicz-Nycz war der Sohn eines Arztes. 1917 wurde er in die polnische Armee eingezogen und mit dem Tapferkeitskreuz sowie dem Orden Virtuti Militari zwei verschiedener Klassen ausgezeichnet. Nach Ende des Ersten Weltkriegs begann er ein Studium an der Universität in Lemberg. Nach dem Tod des Vaters kehrte er in die Armee zurück, schloss seine Ausbildung an der Militärschule in Posen ab und wurde 1922 zum Leutnant befördert. Während dieser Zeit besuchte er Sportkurse und ließ sich 1927 in Vilnius zum Trainer ausbilden; seine bevorzugte Sportart neben dem Fechten war das Skifahren. 1929 wurde er Lehrer an der neugeschaffenen Schule für Leibeserziehung in Warschau, auch verfasste er Bücher zum Thema und bildete Wettkampfrichter aus.
1928 wurde Lubicz-Nycz polnischer Militärmeister im Säbelfechten, 1931 und 1934 errang er den Titel bei nationalen Meisterschaften. Von 1929 bis 1934 war er Mitglied der Nationalmannschaft und nahm viermal an Europameisterschaften teil; 1930 und 1934 wurde er mit der Mannschaft Dritter. 1932 startete Lubicz-Nycz bei den Olympischen Spielen 1932 in Los Angeles im Säbelfechten. Im Einzel schied er im Halbfinale aus. In der Mannschaft errang er gemeinsam mit Adam Papée und Władysław Segda die Bronzemedaille.
Im Mai 1939 wurde Leszek Lubicz-Nycz zum Kommandanten eines Regiments in Posen ernannt. Er fiel bei der Schlacht an der Bzura und wurde zunächst in Kiełpino begraben, sein Leichnam jedoch 1940 exhumiert und auf dem militärischen Teil des Powązki-Friedhofs begraben.